# 維爾紐斯戰役 (1702年)
大北方戰爭期間的維爾紐斯戰役，發生於1702年4月16日的維爾紐斯（立陶宛大公國首都）。立陶宛大公證人（the grand notary）路德維克·波切伊在看到這座城市早就被瑞典軍隊佔領後，率領三千人（有些來源認為只有兩千人，另外有些則認為有四千人）的部隊發起突襲。他們遭遇對手，是由卡爾·古斯塔夫·莫納率領為數相當的三千名駐軍，但因嚴重的疾病，導致守軍實際上降至接近兩千五百人。戰鬥前，單單達拉軍團（The Dala regiment）就從原先的一千兩百人降至七百四十人。但瑞軍還是擊敗了波蘭立陶宛的部隊，使後者被迫在戰死100人並損失兩門加農砲後撤退，而瑞軍僅僅在戰鬥中損失五十人。瑞典持續控制維爾紐斯，直到莫納為了加入卡爾十二世對抗奧古斯都二世的戰役而離開。隨後瑞典將軍卡爾·古斯塔夫·杜克再次於1706年奪回該城。